# 1978–1979-es bajnokcsapatok Európa-kupája
A bajnokcsapatok Európa-kupája 24. szezonja. A kupát az angol Nottingham Forest csapata nyerte. Az előző évi győztes Liverpoolt már az első fordulóban búcsúztatta.

## Eredmények

### Selejtező
| 1. csapat | Össz. | 2. csapat        | 1. mérk. | 2. mérk. |
| --------- | ----- | ---------------- | -------- | -------- |
| AS Monaco | 3–2   | Steaua București | 3–0      | 0–2      |

### 1. forduló
| 1. csapat         | Össz. | 2. csapat          | 1. mérk. | 2. mérk. |
| ----------------- | ----- | ------------------ | -------- | -------- |
| AÉK Athén         | 7–5   | FC Porto           | 6–1      | 1–4      |
| Nottingham Forest | 2–0   | Liverpool          | 2–0      | 0–0      |
| Real Madrid       | 12–0  | Progrès Niedercorn | 5–0      | 7–0      |
| Grasshopper-Club  | 13–3  | Valletta           | 8–0      | 5–3      |
| Odense            | 3–4   | Lokomotiv Szófia   | 2–2      | 1–2      |
| 1. FC Köln        | 5–2   | ÍA                 | 4–1      | 1–1      |
| Juventus          | 1–2   | Rangers            | 1–0      | 0–2      |
| Fenerbahçe        | 4–5   | PSV Eindhoven      | 2–1      | 2–4      |
| Vllaznia          | 3–4   | Austria Wien       | 2–0      | 1–4      |
| Linfield          | 0–1   | Lillestrøm         | 0–0      | 0–1      |
| Omonia            | 2–21  | Bohemian           | 2–1      | 0–1      |
| Partizan          | 2–22  | Dynamo Dresden     | 2–0      | 0–2      |
| Zbrojovka Brno    | 4–2   | Újpesti Dózsa      | 2–2      | 2–0      |
| Club Brugge       | 3–4   | Wisła Kraków       | 2–1      | 1–3      |
| Haka              | 1–4   | Gyinamo Kijev      | 0–1      | 1–3      |
| Malmö FF          | 1–0   | AS Monaco          | 0–0      | 1–0      |

1 A Bohemian csapata jutott tovább, idegenben lőtt több góllal.

2 A Dynamo Dresden csapata jutott tovább tizenegyesekkel (5–4).

### 2. forduló (Nyolcaddöntő)
| 1. csapat        | Össz. | 2. csapat         | 1. mérk. | 2. mérk. |
| ---------------- | ----- | ----------------- | -------- | -------- |
| AÉK Athén        | 2–7   | Nottingham Forest | 1–2      | 1–5      |
| Real Madrid      | 3–31  | Grasshopper-Club  | 3–1      | 0–2      |
| Lokomotiv Szófia | 0–5   | 1. FC Köln        | 0–1      | 0–4      |
| Rangers          | 3–2   | PSV Eindhoven     | 0–0      | 3–2      |
| Austria Wien     | 4–1   | Lillestrøm        | 4–1      | 0–0      |
| Bohemian         | 0–6   | Dynamo Dresden    | 0–0      | 0–6      |
| Zbrojovka Brno   | 3–32  | Wisła Kraków      | 2–2      | 1–1      |
| Gyinamo Kijev    | 0–2   | Malmö FF          | 0–0      | 0–2      |

1 A Grasshopper-Club csapata jutott tovább, idegenben lőtt több góllal.

2 A Wisła Kraków csapata jutott tovább, idegenben lőtt több góllal.

### Negyeddöntő
| 1. csapat         | Össz. | 2. csapat        | 1. mérk. | 2. mérk. |
| ----------------- | ----- | ---------------- | -------- | -------- |
| Nottingham Forest | 5–2   | Grasshopper-Club | 4–1      | 1–1      |
| 1. FC Köln        | 2–1   | Rangers          | 1–0      | 1–1      |
| Austria Wien      | 3–2   | Dynamo Dresden   | 3–1      | 0–1      |
| Wisła Kraków      | 3–5   | Malmö FF         | 2–1      | 1–4      |

### Elődöntő
| 1. csapat         | Össz. | 2. csapat  | 1. mérk. | 2. mérk. |
| ----------------- | ----- | ---------- | -------- | -------- |
| Nottingham Forest | 4–3   | 1. FC Köln | 3–3      | 1–0      |
| Austria Wien      | 0–1   | Malmö FF   | 0–0      | 0–1      |

### Döntő
| 1979. május 30. | Nottingham Forest | 1–0   | Malmö FF | Olimpiai Stadion (München) Nézőszám: 57,000 v.: Linemayr (Ausztria) |
| 1979. május 30. | Francis 45'       | (1–0) |          | Olimpiai Stadion (München) Nézőszám: 57,000 v.: Linemayr (Ausztria) |

| Az 1978–79-es bajnokcsapatok Európa-kupájának győztese |
| Nottingham Forest 1. cím                               |
| ← 1977–78 Liverpool                                    |
| Nottingham Forest 1979–80 →                            |